# Ustiprača

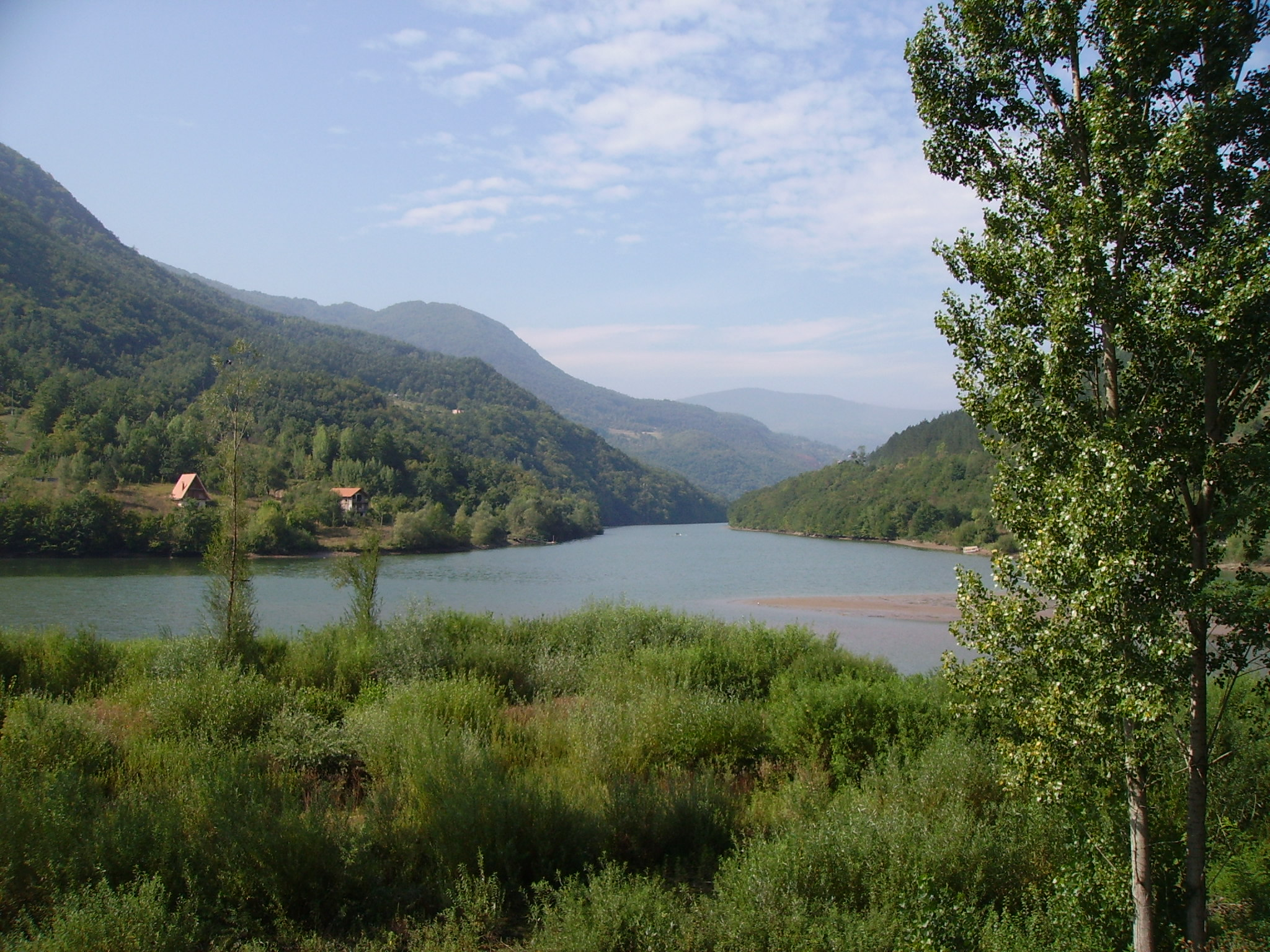
Die Drina in Ustiprača

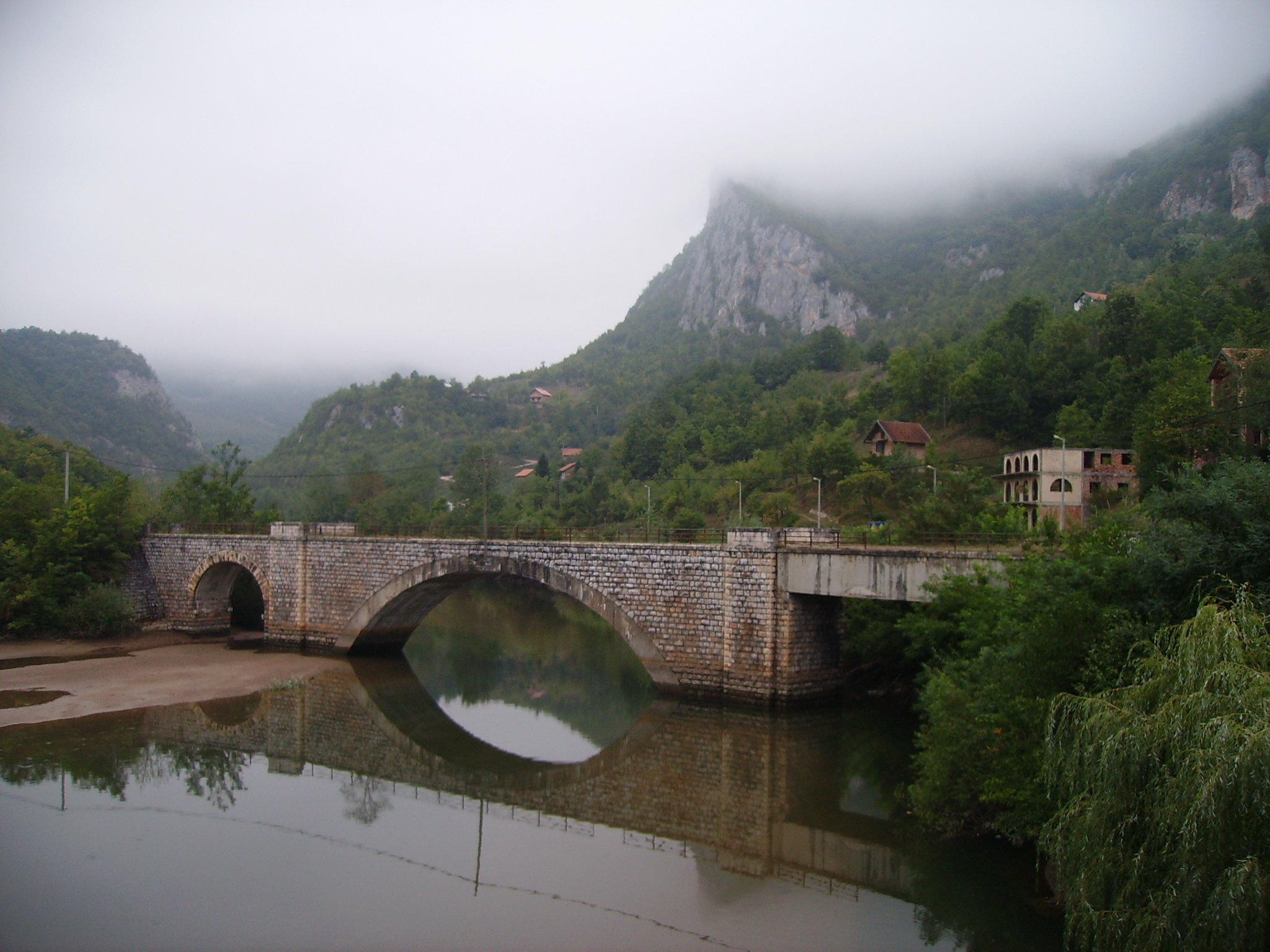
Die alte Eisenbahnbrücke der Bosnischen Ostbahn

Ustiprača (kyrillisch Устипрача; auch Novo Goražde/Ново Горажде, von 1995 bis 2002 Srpsko Goražde/Српско Горажде) ist ein Ort und Sitz der gleichnamigen Verbandsgemeinde in Bosnien und Herzegowina. Die Gemeinde liegt an den Flüssen Prača und Drina und gehört zur Republika Srpska, einer von zwei Entitäten des südosteuropäischen Staates.
Die Gemeinde wurde nach dem Ende des Bosnienkrieges zunächst als Srpsko Goražde bezeichnet, bevor das Verfassungsgericht Ortsbezeichnungen mit ethnischen Attributen verbot (gemäß dem Urteil U 44/01 vom 22. September 2004. durch das Verfassungsgericht Bosnien und Herzegowina, sowie dem vorherigen Urteil U 44/01 vom 27. Februar 2004.). Seitdem ist überwiegend die Bezeichnung Ustiprača in Gebrauch, gelegentlich auch Novo Goražde.

## Geographie
Die Gemeinde befindet sich zwischen den Steilhängen der ostbosnischen Gebirge Vučevica und Jahorina; die höchsten Berge erreichen in der Jahorina Höhen von mehr als 1400 m. Der Gemeindesitz Ustiprača liegt an der Mündung des Flusses Prača, der hier eine der größten Schluchten des Landes verlässt, in die angestaute Drina. Goražde befindet sich etwa 12 km westlich, Višegrad 28 km nordöstlich und Rogatica 19 km nordwestlich.

### Gemeindegliederung
Zur Gemeinde gehören die Siedlungen Bašabulići, Bogdanići, Borak Brdo, Borova, Bosanje, Bučje, Dragolji, Dragovići, Džuha, Đakovići, Gojčevići, Gradac, Hajradinovići, Hladila, Hrid, Hrušanj, Jabuka, Kanlići, Karauzovići, Karovići, Kopači, Kostenik, Krašići, Ljeskovik, Mašići, Milanovići, Nevorići, Novakovići, Odžak, Podhomara, Podkozara Gornja, Podmeljine, Pribjenovići, Prolaz, Pršeši, Radmilovići, Ropovići, Rusanj, Seoca, Surovi, Šovšići, Trebeševo, Ustiprača, Vlahovići, Zakalje, Zapljevac, Zemegresi, Zidine, Zorlaci, Zubovići, Zubovići u Oglečevi, Žitovo und Živojevići sowie Teile von Blagojevići, Donje Selo, Hubjeri, Podkozara Donja, Radijevići, Sopotnica, Uhotići und Žuželo.

## Geschichte
Die Gemeinde Ustiprača besteht aus dem nach dem Dayton-Vertrag durch die innerbosnische Grenze abgetrennten östlichen Teil der ehemaligen Gemeinde Goražde, deren größerer Westteil jetzt zur Föderation gehört.
Im Lauf des Bosnienkrieges wurden einige Gebiete an den Berghängen rund um Ustiprača vermint und sind bis heute nicht geräumt. Das betrifft insbesondere die Hänge am südlichen Drinaufer, den Osthang des Prača-Tals um das Dorf Hrušanj sowie einen Streifen zwischen der Hauptstraße M-20 und dem Gipfel Grad westlich von Ustiprača in Richtung Goražde.

## Bevölkerung
Die Gemeinde hatte zur Volkszählung 2013 insgesamt 3.117 Einwohner. Davon bezeichneten sich 1618 als Serben (51,9 %), 1459 als Bosniaken (46,8 %) und zwei als Kroaten.
38 gaben eine andere oder keine Zugehörigkeit an. Bei der Volkszählung 1991 hatte der eigentliche Ort Ustiprača 498 Einwohner; davon bezeichneten sich 448 (90 %) als Bosniaken und 37 (7,4 %) als Serben. Nach dem Krieg war der Ort bedingt durch Vertreibungen und Flucht zeitweise fast ausschließlich von Serben besiedelt.

## Wirtschaft und Infrastruktur
Ustiprača befindet sich an der Kreuzung der zwei Magistralstraßen M5 (Sarajevo-Višegrad) und M20 (nach Foča und Dubrovnik), die in diesem Abschnitt noch in den Jahren 1989–91 modern ausgebaut wurden. Die schnellste Verbindung nach Sarajevo stellt jedoch die über Rogatica verlaufende M 19-3 dar. Die Siedlungen in den höheren Lagen sind nur über schlechte Wege zu erreichen.
Ustiprača war bis 1978 Station an der Bosnischen Ostbahn, einer Schmalspurstrecke von Sarajevo nach Užice. Hier zweigte zudem eine Stichbahn nach Goražde und Foča ab, so dass der Ort als Eisenbahnknotenpunkt und Umsteigebahnhof diente. Die Bahnstrecke wurde stillgelegt und größtenteils zurückgebaut.